# Saint-Porchaire
Saint-Porchaire is een gemeente in het Franse departement Charente-Maritime (regio Nouvelle-Aquitaine). De plaats maakt deel uit van het arrondissement Saintes. Saint-Porchaire telde op 1 januari 2022 1.988 inwoners.

## Geografie
De oppervlakte van Saint-Porchaire bedroeg op 1 januari 2022 17,4 vierkante kilometer; de bevolkingsdichtheid was toen 114,3 inwoners per km².
De onderstaande kaart toont de ligging van Saint-Porchaire met de belangrijkste infrastructuur en aangrenzende gemeenten.

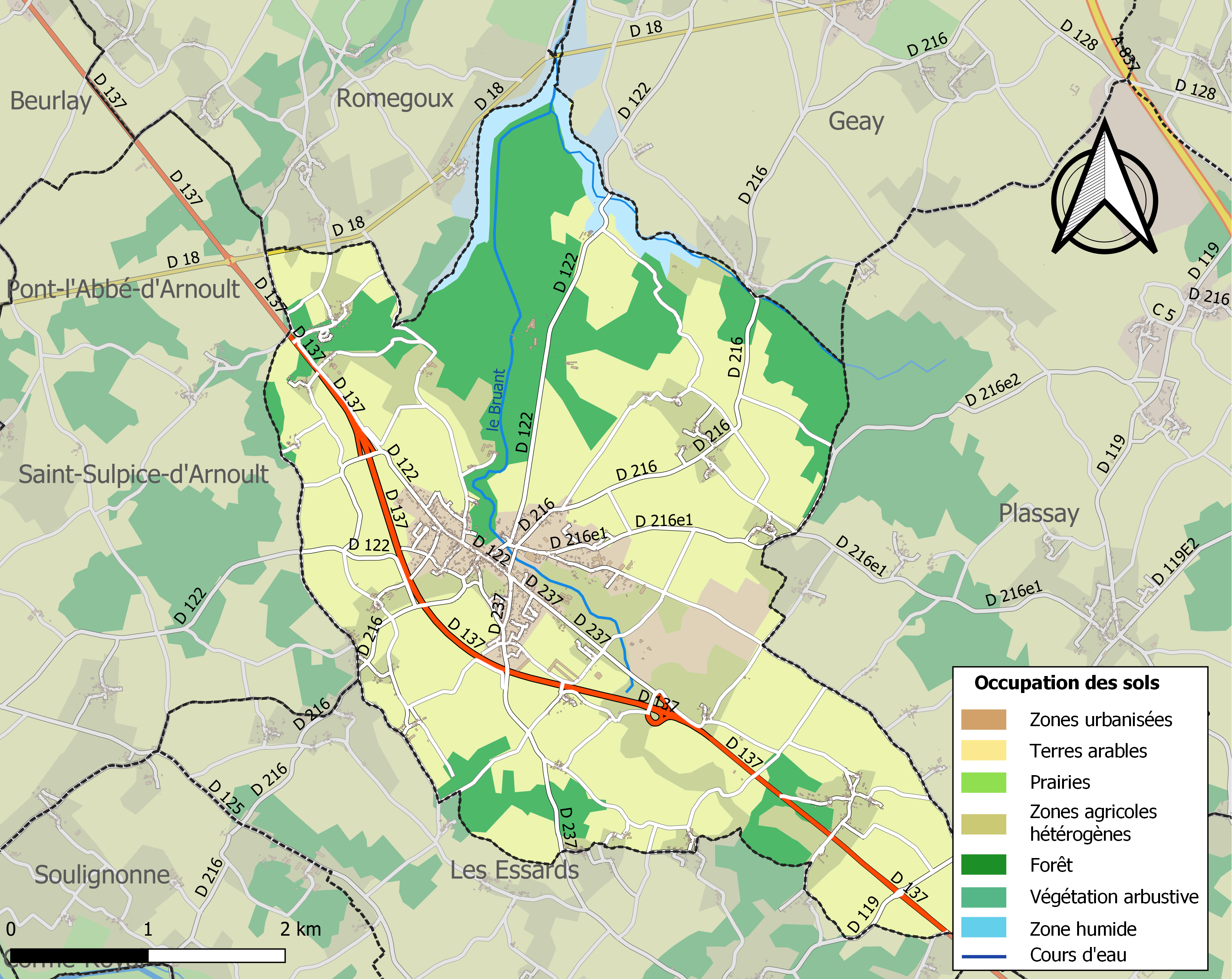

## Demografie
Onderstaande figuur toont het verloop van het inwonertal (bron: INSEE-tellingen).